# Кур, Дэвид
Дэвид Хилтон Кур (англ. David Hilton Coore; 22 августа 1925, дер. Анчови, округ Сент-Джеймс, Ямайка — 14 ноября 2011, Доминиканская Республика) — министр иностранных дел Ямайки (1989—1993).

## Биография
Окончил экономический факультет университета Макгилла, затем получил юридическое образование в Оксфордском университете.
- 1951—1959 гг. — работал юристом,
- с 1959 г. — член Законодательного совета, был в числе разработчиков Конституции страны 1961 г.,
- 1967—1978 гг. — депутат палаты представителей парламента Ямайки,
- 1972—1978 гг. — заместитель премьер-министра, министр финансов,
- 1978—1986 гг. — в Межамериканском банке развития, был представителем банка в Доминиканской Республике и на Барбадосе,
- 1989—1993 гг. — министр иностранных дел и внешней торговли,
- 1993—1995 гг. — генеральный прокурор и министр по правовым вопросам Ямайки.

Затем работал в аппарате Народной национальной партии в качестве консультанта по конституционным вопросам.